# Wat mannen willen
Pour plus de détails, voir Fiche technique et Distribution.
Wat mannen willen (littéralement : Ce que veulent les hommes) est une comédie romantique belge réalisée par Filip Peeters et sortie en 2015.
Le film est une reprise des films allemand Männerherzen (de) (2009) et néerlandais Mannenharten (nl) (2013).

## Synopsis
À Gand, six hommes très différents sont, chacun à leur manière, à la recherche du bonheur. Cela conduit, entre autres à l'adultère, à des ruptures relationnelles, des grossesses et des frustrations.

## Distribution
- Jan Decleir : Pastoor
- Ella-June Henrard : Maria
- Evelien Bosmans : Nicki
- Gene Bervoets : Bruce
- Tom Audenaert : Bruno
- Nathalie Meskens : Susanne
- Louis Talpe : Vincent
- Ben Segers : Roland
- Kurt Rogiers :
- Jonas Van Geel : Wouter
- Sien Eggers : Moeder Roland
- Ruth Becquart : Laura
- Jits Van Belle : Nathalie
- Stefaan Degand : Martin
- Sandrine Van Handenhoven :
- Lukas De Wolf : Loco
- Nina Farris : Charlotte
- Damiaan De Schrijver : Frank
- Adriaan Van den Hoof : Tim
- Jules Dezuttere : Tommy
- Charlotte Goyvaerts : Danseres
- Gust Oger : Marcus